# Cristina Gaioni
Cristina Gaioni (Milán, 4 de noviembre de 1940) es una actriz italiana. Nacida en Milán, Gaioni estudió artes dramáticas en el Teatro Piccolo de su ciudad natal bajo el tutelaje de Giorgio Strehler. En 1960 ganó un premio Nastro d'Argento en la categoría de mejor actriz de reparto por su participación en la película de Renato Castellani Nella città l'inferno, donde compartió elenco con Anna Magnani, Giulietta Masina y Renato Salvatori.

## Filmografía seleccionada
- Un maledetto imbroglio (1958)
- You're on Your Own (1959)
- Nella città l'inferno (1959)
- Letto a tre piazze (1960)
- The Assassin (1961)
- Ursus (1961)
- Black City (1961)
- Love at Twenty (1962)
- La steppa (1962)
- Kerim, Son of the Sheik (1962)
- The Fury of Achilles (1962)
- Slave Girls of Sheba (1963)
- Il Successo (1963)
- Run with the Devil (1963)
- Fire Over Rome (1965)
- Agente S 03: Operazione Atlantide (1965)
- Night of Violence (1965)
- Pulp (1972)
- Andy Warhol's Frankenstein (1973)
- Women in Cell Block 7 (1973)
- Eye of the Cat (1975)
- Willy Signori e vengo da lontano (1989)